# Ваља Русулуј (Калараш)
Ваља Русулуј (рум. Valea Rusului) насеље је у Румунији у округу Калараш у општини Лупшану. Oпштина се налази на надморској висини од 42 m.

## Становништво
Према подацима из 2002. године у насељу је живело 81 становника, од којих су сви румунске националности.